# 彭旭峰
彭旭峰（1966年5月—），湖南省双峰县人，中华人民共和国国有企业高管、高级工程师，原长沙市轨道交通集团有限公司党委书记、董事长，湖南基础建设投资集团有限公司党委书记、董事长（省管干部）。

## 生平
1966年5月，彭旭峰出生在湖南省双峰县。父亲曾任娄底地区（今娄底市）纪委书记职务。
2010年8月，彭旭峰出任长沙市住建委副主任，同时兼任长沙轨交集团董事长。2015年4月，彭旭峰兼任党委书记，成为长沙轨交集团一把手，在任期间，涉及长沙地铁1号线的腐败问题。2017年3月3日，彭旭峰调任湖南基础建设投资集团有限公司董事长兼党委书记。2017年3月24日，彭旭峰由长沙黄花国际机场乘坐国际航班经停香港后飞到了澳大利亚墨尔本，定居美国加利福尼亚州奇诺岗市。
2017年4月1日，岳阳市人民检察院对彭旭峰受贿案立案侦查。2017年4月25日，湖南省人民检察院决定对彭旭峰进行逮捕。2017年5月10日，国际刑警组织对彭旭峰发布红色通缉令。

## 家庭
彭旭峰的妻子叫贾斯语，曾用名贾崴，2017年4月21日，岳阳市人民检察院对其因涉嫌犯受贿罪、洗钱罪立案侦查，2017年4月25日，湖南省人民检察院决定对其逮捕。2017年3月10日，她也飞到美国，2017年5月10日国际刑警组织对其发布红色通报。
彭旭峰的弟弟叫彭耀峰，2020年8月因涉彭旭峰案件2.18亿判处无期徒刑。